# William Speechly
William Grove Speechly, född 5 juli 1906 i Pilot Mound i Manitoba i Kanada, död 13 juli 1982 i Winnipeg i Manitoba, var en brittisk ishockeyspelare. Han kom på fjärde plats i olympiska vinterspelen i Sankt Moritz 1928.